# Canalització de substrats
Es coneix com a canalització de substrats o channeling el procés de transferència directa d'un intermediari metabòlic entre dos llocs actius d'un mateix enzim o de dos enzims que catalitzen reaccions seqüencials en una ruta biosintètica sense ser alliberat en dissolució. En aquest mecanisme, el producte d'un l'enzim format en una reacció catalítica en un lloc actiu és el substrat per a una altra reacció en un altre enzim o lloc actiu distal.

## Avantatges de la canalització
La canalització de substrats presenta una sèrie d'avantatges, com són: 
- Evita l'alliberament d'intermediaris inestables d'algunes reaccions protegint-los de la descomposició causada pel mitjà extern aquós.

- Pot fer que una ruta metabòlica sigui més ràpida i eficient del que seria si els enzims estiguessin aleatòriament distribuïts en el citosol perquè redueix el temps de trànsit dels intermediaris.[1]

- Prevé la pèrdua d'intermediaris per difusió. Això pot ser especialment important en casos d'espècies neutres, com l'indole, que podria escapar de la cèl·lula per difusió passiva a través de les membranes cel·lulars.

- Evita el fenomen de competència. Prevé l'entrada d'intermediaris en rutes metabòliques competidores, protegint-los de ser utilitzats com a substrats i ser consumits per reaccions competidores catalitzades per altres enzims.

- En cas que els metabòlits intermediaris fossin tòxics per a la cèl·lula, queden segrestats dins de l'ambient del complex multienzimàtic fins a quedar convertits en un substrat final que no és tòxic.

## Mecanismes moleculars

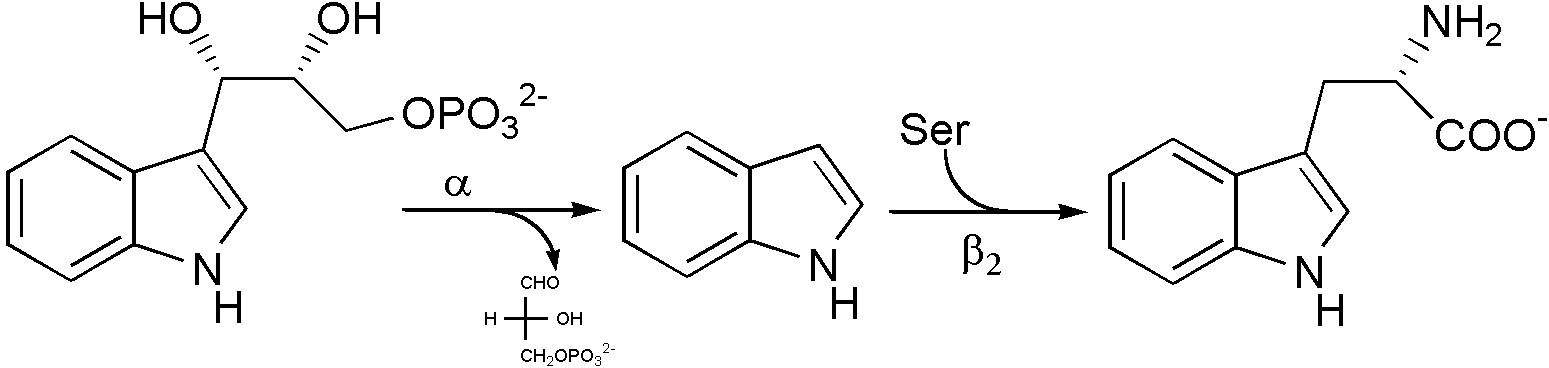
La triptòfan sintasa, primer cas descrit de tunnelling. Enzim, tetràmer α2β2, aïllat en E. coli que catalitza el pas final de la biosíntesis del triptòfan. Les diferents unitats catalitzen passos separats. Les unitats α converteixen indole 3-glicerofosfat en indole i gliceraldehid-3-P, mentre el dímer-β2 catalitza la condensació d'indole i serina per donar triptòfan. No obstant això, el tetràmer α2β2 és de 30 a 100 vegades més actiu que cada una de les subunitats aïllades, ja que l'intermediari passa per un túnel intramolecular sense ser alliberat.

La cristal·lografia de raigs x en complexos enzimàtics ha revelat diversos mecanismes moleculars pel channeling:
- Efecte túnel o tunneling. El primer mecanisme molecular descrit en la canalització de substrats va ser el descobriment d'un túnel intramolecular en la triptòfan sintetasa.[1] Dos llocs actius estan connectats per un túnel intramolecular que travessa l'estructura de la proteïna; els substrats de la reacció són moguts a través d'ell d'un lloc catalític a un altre. Determinacions de l'estructura han posat de manifest evidències de tunneling d'amoníac i carbamat en la carbamoil-fosfat sintasa (CPS) i d'amoníac en la fosforibosilpirofosfat amidotransferasa (GPATasa).

- Canalització electroestàtica o electrostatic channeling. Mitjançant el desplaçament sobre la superfície dels enzims del complex a través de “camins electroestàtics” creats per les cadenes laterals dels aminoàcids. Aquesta regió carregada en la superfície de l'enzim actua com a camí o “autopista electroestàtica” per guiar al substrat amb càrrega oposada d'un lloc actiu a l'altre. Això es va veure en l'enzim bifuncional dihidrofolat reductasa-timidilat sintasa.[2] La seva estructura no mostrava evidències d'un túnel entre els llocs actius ni que aquests es trobin adjacents. Tanmateix, hi havia residus carregats positivament al llarg de la superfície entre els dos llocs actius formant una autopista electrònica suficient per canalitzar el dihidrofolat carregat negativament amb gran eficiència.

- Braços oscil·lants o swinging arms. En el complex piruvat decarboxilasa un substrat s'uneix a un braç flexible que es mou entre diversos llocs actius.[3] Aquests grups prostètics covalentment units o braços oscil·lants, i els seus dominis proteics associats, són essencials per al mecanisme d'acoblament del lloc actiu i la canalització de substrat en una part dels sistemes multifuncionales enzimàtics responsables. Aquests dominis proteics, pels quals la maquinària postraduccional en la cèl·lula és altament específica, són crucials, contribuint als processos de reconeixement molecular que delimiten i protegeixen els substrats i els intermediaris catalítics. Els dominis tenen nous plecs i es mouen gràcies a regions d'unió flexibles que els amarren a altres components dels seus respectius complexos multienzimàtics.

## Estructura i cinètica
Entre aquests enzims canalitzadors es troben característiques cinètiques i estructurals comunes. Els llocs actius poden estar localitzats bé en dominis separats en un enzim multifuncional o en subunitats separades d'un complex multienzimàtic estable.
Quan diversos enzims consecutius en un canal d'una ruta metabòlica són substrats entre si mateixos es parla de metaboló. El metaboló és un complex estructural i funcional temporal format entre enzims seqüencials d'una ruta metabòlica, units per interaccions no covalents, i elements estructurals de la cèl·lula tals com a proteïnes integrals de membrana i proteïnes del citoesquelet. La formació de metabolons permet el channeling d'intermediaris metabòlics d'un enzim directament com a substrat en el lloc actiu de l'enzim consecutiu de la via metabòlica. El cicle de Krebs és un exemple de metaboló que facilita el channeling.
Una comparació dels resultats estructurals i cinètics revela que aquests enzims i els seus llocs actius freqüentment mostren interaccions alostèriques que sincronitzen les reaccions individuals promovent una canalització eficient que prevé l'acumulació en excés d'intermediari i la seva pèrdua en dissolució. L'al·losterisme fa referència al fet que les estructures quaternàries de les proteïnes poden adoptar múltiples formes. El comportament d'un enzim alostèric depèn dels canvis de conformació segons dos models, el concertat on la conformació de totes les subunitats canvia simultàniament i el seqüencial on el canvi d'una subunitat facilita que una altra canviï la seva conformació.
Així doncs el channeling o canalització és una característica general de processos bioquímics en els quals participen complexos enzimàtics. Un gran nombre d'enzims formen complexos estables o transitoris i mostren channeling o transferència directa d'intermediaris. Més d'un 68% dels enzims tenen canals d'accés als llocs actius.